# Tour des Flandres 1961
Le Tour des Flandres 1961 est la 45e édition du Tour des Flandres. La course a lieu le 26 mars 1961, avec un départ à Gand et une arrivée à Wetteren sur un parcours de 255 kilomètres.
Le vainqueur final est le Britannique Tom Simpson, qui s’impose au sprint à Wetteren devant l'Italien Nino Defilippis. Le Néerlandais Jo de Haan termine troisième à onze secondes du duo de tête.

## Récit de la course
Le vent souffle tellement fort que la bannière indiquant la ligne d'arrivée s'envole. Le coureur britannique Tom Simpson se retrouve en face à face avec le champion italien, mieux connu, Nino Defilippis. Simpson, réputé moins rapide au sprint, accélère alors qu'il reste encore un kilomètre à parcourir. Parti de trop loin, il voit Defilippis passer devant lui sans difficulté. Simpson lutte pour rester au contact et repasse devant lorsque l'Italien se met en roue libre juste avant l'arrivée. Defilippis affirme qu'il ne savait pas où était l'arrivée car la bannière avait été soufflée par le vent, mais les deux coureurs avaient déjà parcouru deux tours du circuit final précédemment. Pour la même raison, la réclamation des Italiens n'aboutit pas. Defilippis demande alors à Simpson d'accepter une victoire ex æquo, arguant qu'aucun italien n'avait remporté une classique depuis 1953. Ce à quoi Simpson répond : « qu'aucun Anglais n'en avait gagné une depuis 1896 ! ».

## Classement final
|    | Coureur              | Pays            | Équipe                    | Temps           |
| -- | -------------------- | --------------- | ------------------------- | --------------- |
| 1  | Tom Simpson          | Grande-Bretagne | Rapha-Gitane-Dunlop       | 6 h 22 min 00 s |
| 2  | Nino Defilippis      | Italie          | Carpano                   | m. t.           |
| 3  | Jo de Haan           | Pays-Bas        | Rapha-Gitane-Dunlop       | + 11 s          |
| 4  | Emile Daems          | Belgique        | Philco                    | + 14 s          |
| 5  | Michel Stolker       | Pays-Bas        | Helyett-Fynsec-Hutchinson | + 55 s          |
| 6  | Camille le Menn      | France          | Peugeot-BP-Dunlop         | + 59 s          |
| 7  | Jean Graczyk         | France          | Helyett-Fynsec-Hutchinson | + 1 min 00 s    |
| 8  | Arthur Decabooter    | Belgique        | Groene Leeuw-Sas-Sinalco  | m. t.           |
| 9  | Martin van Geneugden | Belgique        | Baratti-Milano            | m. t.           |
| 10 | Frans Schoubben      | Belgique        | Peugeot-BP-Dunlop         | m. t.           |